# Die Jugendsünde (film 1919 Hellmuth)
Die Jugendsünde è un cortometraggio muto del 1919. Il nome del regista non viene riportato nei credit del film che ha come protagonista Rudolph Schildkraut.

## Produzione
Il film fu prodotto dalla Hellmuth-Film, una piccola compagnia indipendente di Vienna che, tra il 1919 e il 1920, produsse cinque film che avevano quasi tutti come protagonista l'attore Rudolph Schildkraut.

## Distribuzione
Non si hanno altri dati della pellicola che va considerata probabilmente perduta.